# Visse (Aalborg)
 For alternative betydninger, se Visse. (Se også artikler, som begynder med Visse)
Visse er en lille forstad til Aalborg i det nordlige Himmerland ca. 8 kilometer syd for Aalborg Centrum, tilhørende Nøvling Sogn. Visse ligger i Aalborg Kommune og hører til Region Nordjylland. Statistisk er Visse en del af Aalborg by.
Visse har et rigt foreningsliv bl.a. bestående af samråd, borgerforening, FDF, ungdomsklub, bueskyttelaug, seniorklub, teater- & kulturforening.